# Fabrice Burgaud
Pour les articles homonymes, voir Burgaud.
Fabrice Burgaud, né le 23 octobre 1971 à Niort (Deux-Sèvres), est un magistrat français connu pour avoir instruit l'affaire d'Outreau. Figure clivante, il est le symbole du fiasco judiciaire d'Outreau pour certains, alors qu'il est pour d'autres victime du système médiatique qui en a fait un bouc émissaire en reprenant le discours de défense des acquittés.

## Carrière

### Formation et début de carrière
Il a d'abord intégré l'Institut d'études politiques de Bordeaux, avant de travailler dans une société de conseil. Il est reçu à l'École nationale de la magistrature (ENM) en janvier 1996, et en sort en 2000, 91e sur 161.
Nommé le 1er septembre 2000 juge d'instruction au tribunal de grande instance de Boulogne-sur-Mer, il hérite de l'enquête sur l'affaire de pédophilie dite d'Outreau par le hasard du tableau de permanence, quelques mois après son arrivée, âgé de 29 ans.
Avant que le dossier d'Outreau ne devienne un scandale, Fabrice Burgaud est nommé au parquet de Paris, où le procureur de Paris Yves Bot l'affecte, en juillet 2002, à la section antiterroriste. De ce fait, le magistrat se trouve muté à Paris alors que l'instruction de l'affaire d'Outreau n'est pas encore terminée. C'est son successeur qui signera, le 13 mars 2003, l'ordonnance de mise en accusation devant la cour d'assises.
En 2004, alors que le scandale naît et s'amplifie, il est muté à la section de l'exécution des peines. Traqué par les photographes, injurié dans des lettres anonymes, le juge Burgaud est sous protection policière et prend deux avocats, Jean-Yves Dupeux et Patrick Maisonneuve. Devant ses interlocuteurs, il a soutenu qu'il n'avait fait que son travail et entendait bien rester dans la magistrature.

### Audition devant la commission parlementaire
Le 8 février 2006, Fabrice Burgaud est auditionné par les parlementaires pour faire le point sur ses actions en tant que juge d'instruction durant l'affaire d'Outreau. L'évènement est relayé par plusieurs chaînes de télévision (entre autres TF1, France 2, LCI et La Chaîne parlementaire) et les radios.
Le juge Burgaud dit dès le début : « Aujourd'hui, peut-être plus que tout autre, je peux sentir leur souffrance [des acquittés, dont certains étaient présents dans la salle d'audition], me représenter ce qu'ils ont vécu, l'enfermement, la séparation d'avec des êtres chers, leur honnêteté contestée… Je suis entièrement responsable de mon instruction et je ne souhaite pas éluder ma responsabilité ».
Le magistrat s'est dit choqué d'avoir été présenté comme une machine à appliquer le droit : « Je ne suis pas la personne qu'on a décrite et je n'ai pas tenu certains propos qu'on m'a prêtés. Avec le recul et la connaissance que j'ai aujourd'hui de l'affaire, j'aurais pu instruire autrement. J'ai peut-être commis des erreurs d'appréciation mais quel juge d'instruction n'en commet pas ? » Il évoque au passage la pression médiatique qui a pesé sur lui, le caractère solitaire de la mission du juge et le fait qu'aucun membre de sa hiérarchie ne lui a dit qu'il faisait « fausse route à l'époque de l'instruction ».
Il explique ses études, ses débuts en tant que juge, et son enquête, les difficultés qu'il a rencontrées pour trouver des preuves, et précise la nature des témoignages. Il avoue également ses faiblesses et son manque d'expérience pour prendre en charge une affaire d'une telle ampleur, mais n'estime pas être le seul coupable dans ce dysfonctionnement.
Le lendemain, les médias le décrivent comme embarrassé, peu convaincant et écrasé par l'énorme pression et les menaces,,,.
La presse a rapporté qu'à l'occasion de cette enquête, l'intéressé n'a ni présenté des excuses ni formulé de regrets,.

### Sanction
Le 24 avril 2009, le Conseil supérieur de la magistrature inflige une « réprimande avec inscription au dossier » au juge Burgaud, la plus faible sanction possible. Sa défense envisage un recours auprès du Conseil d'État,, avant de renoncer définitivement à tout recours le 13 juillet 2009.

### Suite de la carrière
Le 1er septembre 2011, Fabrice Burgaud a été nommé magistrat du premier grade à la Cour de cassation, en qualité d'auditeur, c'est-à-dire chargé de préparer les dossiers soumis à la Cour,. Il est responsable du bureau de droit européen au Service de documentation, des études et du rapport (SDER).
Par décret du 21 décembre 2017, Fabrice Burgaud est promu avocat général référendaire à la Cour de cassation, il est affecté à la troisième chambre civile,.
En 2013 le documentaire Outreau, l'autre vérité apporte des éléments favorables au juge Burgaud dans son rôle au sein de l'affaire.
En 2024, un documentaire Netflix sur l'affaire "Outreau, un cauchemar français" montre la première interview du juge Burgaud depuis la fin de l'affaire. Dans ce documentaire, le juge ne montre aucun remords, ni regret, et semble toujours douter de l'innocence des acquittés. Il va néanmoins diriger ses pensées « aux victimes, […] qui ont été négligées » selon lui. 

## Filmographie
- Outreau, l'autre vérité, documentaire (2013) de Serge Garde
- Outreau, notre histoire (2011), documentaire de Rémi Lainé
- Présumé coupable (2011), film de fiction à propos d'Outreau, avec Philippe Torréton jouant le rôle d'Alain Marécaux.
- Outreau : Un cauchemar français (2024) mini-série documentaire revenant sur l'affaire d'Outreau.